# Leichtathletik-Juniorenweltmeisterschaften 2004
Die 10. Leichtathletik-Juniorenweltmeisterschaften fanden vom 12. bis 18. Juli 2004 im Stadio Carlo Zecchini in  Grosseto statt. An selber Stelle waren bereits die Leichtathletik-Junioreneuropameisterschaften 2001 ausgetragen worden.
Entscheidungen fielen in 44 Wettbewerben, davon jeweils 22 für Männer und Frauen. Erstmals bei Leichtathletik-Juniorenweltmeisterschaften wurde der Hindernislauf der Frauen in das Programm aufgenommen. Es waren 1429 Athleten aus 181 Ländern gemeldet, von denen 1261 aus 168 Ländern auch tatsächlich antraten.
Die mit Abstand stärkste Nation der Titelkämpfe waren die Vereinigten Staaten mit 13 Goldmedaillen. Zudem sorgten die US-amerikanischen Sprinter am letzten Wettkampftag in drei von vier Staffelwettbewerben für Juniorenweltrekorde. Unter ihnen war auch LaShawn Merritt, der neben den Siegen in der 400-mal-100- und der 4-mal-400-Meter-Staffel auch im 400-Meter-Lauf triumphierte und so mit drei Goldmedaillen zum erfolgreichsten Athleten der WM avancierte. Insgesamt bewegten sich die Leistungen in Grosseto auf einem hohen Niveau. In 13 Wettbewerben wurden neue Meisterschaftsrekorde verzeichnet.

## Männer

### 100 m
| Platz | Athlet                | Land | Zeit (s) |
| ----- | --------------------- | ---- | -------- |
| 1     | Ivory Williams        | USA  | 10,29 SB |
| 2     | Abidemi Omole         | USA  | 10,31    |
| 3     | Remaldo Rose          | JAM  | 10,34    |
| 4     | Daniel Bailey         | ANT  | 10,39    |
| 5     | Yahya al-Gahes        | KSA  | 10,40    |
| 6     | Grafton Ifill         | BAH  | 10,51    |
| 7     | James Ellington       | GBR  | 10,56    |
| 8     | Efthímios Steryioulis | GRE  | 10,58    |

Wind: +1,0 m/s

### 200 m
| Platz | Athlet        | Land | Zeit (s) |
| ----- | ------------- | ---- | -------- |
| 1     | Andrew Howe   | ITA  | 20,28 CR |
| 2     | Leigh Julius  | RSA  | 20,88    |
| 3     | Jamil James   | TRI  | 21,00    |
| 4     | Hank Palmer   | CAN  | 21,13    |
| 5     | Julian Thomas | GBR  | 21,13    |
| 6     | Rikki Fifton  | GBR  | 21,17    |
| 7     | Samuel Adade  | GHA  | 21,20    |
| 8     | Daniel Grueso | COL  | 21,45    |

Wind: +0,1 m/s

### 400 m
| Platz | Athlet                | Land | Zeit (s)  |
| ----- | --------------------- | ---- | --------- |
| 1     | LaShawn Merritt       | USA  | 45,25 WJL |
| 2     | Nagmeldin Ali Abubakr | SUD  | 45,97     |
| 3     | Obakeng Ngwigwa       | BOT  | 45,97 NJR |
| 4     | Walentin Krugljakow   | BOT  | 46,40     |
| 5     | Serdar Tamac          | TUR  | 46,63 NJR |
| 6     | Sean Wroe             | AUS  | 46,84     |
| 7     | Keith Hinnant         | USA  | 46,88     |
| 8     | Paulo Roberto Orlando | BRA  | 46,95     |

### 800 m
| Platz | Athlet               | Land | Zeit (min)  |
| ----- | -------------------- | ---- | ----------- |
| 1     | Majed Saeed Sultan   | QAT  | 1:47,33 PB  |
| 2     | Alfred Kirwa Yego    | KEN  | 1:47,39 PB  |
| 3     | Selahattin Çobanoglu | TUR  | 1:47,71 NJR |
| 4     | Kevin Hautcoeur      | FRA  | 1:48,37 PB  |
| 5     | Elijah Kiprono Boit  | KEN  | 1:48,76     |
| 6     | Bocar Kané           | FRA  | 1:49,08 PB  |
| 7     | Bonolo Maboa         | RSA  | 1:49,85     |
| 8     | Michael Rimmer       | GBR  | 1:50,59     |

### 1500 m
| Platz | Athlet                | Land | Zeit (min) |
| ----- | --------------------- | ---- | ---------- |
| 1     | Abdalaati Iguider     | MAR  | 3:35,53 CR |
| 2     | Benson Marrianyi Esho | KEN  | 3:35,80 PB |
| 3     | Brimin Kiprop Kipruto | KEN  | 3:35,96 PB |
| 4     | Mohamed Moustaoui     | MAR  | 3:37,44 PB |
| 5     | Antar Zerguelaïne     | ALG  | 3:43,19 PB |
| 6     | Thomas Lancashire     | GBR  | 3:43,31    |
| 7     | Michael Woods         | CAN  | 3:43,35    |
| 8     | David Torrence        | USA  | 3:43,62 PB |

### 5000 m
| Platz | Athlet                    | Land | Zeit (min)  |
| ----- | ------------------------- | ---- | ----------- |
| 1     | Augustine Kiprono Choge   | KEN  | 13:28,93 SB |
| 2     | Bado Worku                | ETH  | 13:30,45 PB |
| 3     | Tariku Bekele             | ETH  | 13:30,86    |
| 4     | Sultan Khamis Zaman       | QAT  | 13:32,33    |
| 5     | Boniface Toroitich Kiprop | UGA  | 13:33,18    |
| 6     | Fabiano Joseph            | TAN  | 13:33,62    |
| 7     | Henry Kemo Sugut          | KEN  | 13:40,77    |
| 8     | Yassine Mandour           | MAR  | 13:50,82    |

### 10.000 m
| Platz | Athlet                    | Land | Zeit (min)   |
| ----- | ------------------------- | ---- | ------------ |
| 1     | Boniface Toroitich Kiprop | UGA  | 28:03,77 CR  |
| 2     | Fabiano Joseph            | TAN  | 28:04,45 PB  |
| 3     | Ryuji Ono                 | JPN  | 28:30,45     |
| 4     | Hosea Mwok Macharinyang   | KEN  | 28:36,50     |
| 5     | Abera Chane               | ETH  | 28:46,99 PB  |
| 6     | Moses Aliwa               | UGA  | 28:53,75 PB  |
| 7     | Hidekazu Sato             | JPN  | 29:02,03 PB  |
| 8     | Jean Pierre Mvuyekure     | RWA  | 29:03,73 NJR |

### 10 km Gehen
| Platz | Athlet                  | Land | Zeit (min)  |
| ----- | ----------------------- | ---- | ----------- |
| 1     | Andrej Rusawin          | RUS  | 40:58,15    |
| 2     | Wladimir Kanaikin       | RUS  | 40,58,48 SB |
| 3     | Kim Hyun-sub            | KOR  | 40:59,24 SB |
| 4     | Eder Sánchez            | MEX  | 41:01,64 PB |
| 5     | Alejandro Rojas         | MEX  | 41:14,24 PB |
| 6     | Koichiro Morioka        | JPN  | 41:14,61 PB |
| 7     | Osvaldo Patricio Ortega | ECU  | 41:19,79 PB |
| 8     | Benjamín Sánchez        | ESP  | 40:21,13 PB |

### 110 m Hürden
| Platz | Athlet             | Land | Zeit (s) |
| ----- | ------------------ | ---- | -------- |
| 1     | Aries Merritt      | USA  | 13,56    |
| 2     | Dayron Robles      | CUB  | 13,77    |
| 3     | Kevin Craddock     | USA  | 13,77    |
| 4     | Liu Lilu           | CHN  | 13,96    |
| 5     | Rodrigo Pereira    | BRA  | 14,10    |
| 6     | Éder Antonio Souza | BRA  | 14,13    |
| 7     | Garfield Darien    | FRA  | 14,20    |
| 8     | Jens Werrmann      | GER  | 14,29    |

Wind: −0,6 m/s

### 400 m Hürden
| Platz | Athlet             | Land | Zeit (s)  |
| ----- | ------------------ | ---- | --------- |
| 1     | Kerron Clement     | USA  | 48,51 CR  |
| 2     | Brandon Johnson    | USA  | 48,62 PB  |
| 3     | Ibrahim al-Hamaidi | KSA  | 48,94 AJR |
| 4     | L. J. van Zyl      | RSA  | 49,06 SB  |
| 5     | Yasser Lismet      | CUB  | 50,24     |
| 6     | Wouter le Roux     | RSA  | 51,17     |
| 7     | Richard Davenport  | GBR  | 51,59     |
| 8     | Diego Venâncio     | BRA  | 52,07     |

### 3000 m Hindernis
| Platz | Athlet                 | Land | Zeit (min)  |
| ----- | ---------------------- | ---- | ----------- |
| 1     | Ronald Kipchumba Rutto | KEN  | 8:23,32 PB  |
| 2     | Musa Amer Obaid        | QAT  | 8:23,38 AJR |
| 3     | Moustafa Ahmed Shebto  | QAT  | 8:26,04 PB  |
| 4     | Nathan Kibet Naibei    | KEN  | 8:30,77 PB  |
| 5     | Barnabas Kimwogo       | UGA  | 8:37,23 PB  |
| 6     | Ezkyas Sisay           | ETH  | 8:40,10     |
| 7     | Saïd Tbibi             | MAR  | 8:51,47     |
| 8     | Balázs Ott             | HUN  | 8:52,49     |

### 4 × 100 m Staffel
| Platz | Land                   | Athleten                                                                      | Zeit (s)  |
| ----- | ---------------------- | ----------------------------------------------------------------------------- | --------- |
| 1     | Vereinigte Staaten     | Trell Kimmons Abidemi Omole Ivory Williams LaShawn Merritt                    | 38,66 WJR |
| 2     | Jamaika                | Kawayne Fisher Kevin Stewart Andre Wellington Remaldo Rose                    | 39,27 SB  |
| 3     | Japan                  | Naohiro Shinada Hiroyuki Noda Yuichi Shokawa Naoki Tsukahara                  | 39,43 SB  |
| 4     | Deutschland            | Joachim Welz Daniel Schnelting Florian Rentz Lucas Jakubczyk                  | 40,00 SB  |
| 5     | Polen                  | Leszek Spychala Dariusz Kuć Dariusz Burzynski Karol Sienkiewicz               | 40,13     |
| 6     | Zypern                 | Georgios Lavithis Georgios Georgiou Georgios Kyriakides Valentinos Athanasiou | 40,50     |
| 7     | Botswana               | Pedzani Madubeko Bonno Modisenyane Cisco Matsaakgang Obakeng Ngwigwa          | 40,83     |
|       | Vereinigtes Königreich | Craig Pickering Rikki Fifton James Ellington Leon Baptiste                    | DSQ       |

### 4 × 400 m Staffel
| Platz | Land                   | Athleten                                                                        | Zeit (min)  |
| ----- | ---------------------- | ------------------------------------------------------------------------------- | ----------- |
| 1     | Vereinigte Staaten     | Brandon Johnson LaShawn Merritt Jason Craig Kerron Clement                      | 3:01,09 WJR |
| 2     | Südafrika              | Wouter le Roux Chris Gebhardt Leigh Julius L. J. van Zyl                        | 3:04,50 AJR |
| 3     | Japan                  | Kazunori Ota Hiroyuki Noda Teppei Suzuki Yudai Sasaki                           | 3:05,33 AJR |
| 4     | Brasilien              | Paulo Roberto Orlando Felipe Carlos de Paula Fernando de Almeida Diego Venâncio | 3:05,44 AJR |
| 5     | Vereinigtes Königreich | Richard Buck Ryan Dinham Michael Rimmer Richard Davenport                       | 3:07,02     |
| 6     | Polen                  | Kamil Baranski Ziemowit Rys Damian Kempa Łukasz Pryga                           | 3:07,20 SB  |
| 7     | Australien             | Tim Rooke Gavin Jeffries Werner Botha Sean Wroe                                 | 3:07,95     |
| 8     | Deutschland            | Claass Caspers Florian Schwalm Falco Lausecker Martin Grothkopp                 | 3:08,83     |

### Hochsprung
| Platz | Athlet          | Land | Höhe (m) |
| ----- | --------------- | ---- | -------- |
| 1     | Michael Mason   | CAN  | 2,21 PB  |
| 2     | Marius Hanniske | GER  | 2,21     |
| 3     | Hu Tong         | CHN  | 2,21     |
| 4     | Linus Thörnblad | SWE  | 2,21     |
| 5     | Ramsay Carelse  | RSA  | 2,21 PB  |
| 6     | Bogdan Popa     | ROU  | 2,18 PB  |
| 7     | Jussi Tasala    | FIN  | 2,18 PB  |
| 8     | Hikaru Tsuchiya | JPN  | 2,18 PB  |

### Stabhochsprung
| Platz | Athlet                  | Land | Höhe (m) |
| ----- | ----------------------- | ---- | -------- |
| 1     | Dmitri Starodubzew      | RUS  | 5,50 PB  |
| 2     | Germán Chiaraviglio     | ARG  | 5,45     |
| 3     | Liu Feiliang            | CHN  | 5,40     |
| 4     | Konstandinos Filippidis | GRE  | 5,35     |
| 5     | Jesper Fritz            | SWE  | 5,25     |
| 6     | Benjamin Renaudeau      | FRA  | 5,20 PB  |
| 7     | Chip Heuser             | USA  | 5,20 PB  |
| 8     | Charles Andureu         | FRA  | 5,20 PB  |

### Weitsprung
| Platz | Athlet                 | Land | Weite (m) |
| ----- | ---------------------- | ---- | --------- |
| 1     | Andrew Howe            | ITA  | 8,11 WJL  |
| 2     | Godfrey Khotso Mokoena | RSA  | 8,09 NJR  |
| 3     | John Thornell          | AUS  | 7,89      |
| 4     | Chris Noffke           | AUS  | 7,66      |
| 5     | Naohiro Shinada        | JPN  | 7,66 SB   |
| 6     | Yu Zhenwei             | CHN  | 7,55      |
| 7     | Dmytro Bilozerkiw'kyj  | UKR  | 7,52      |
| 8     | Nikolaos Filandarakis  | GRE  | 7,49      |

### Dreisprung
| Platz | Athlet                 | Land | Weite (m) |
| ----- | ---------------------- | ---- | --------- |
| 1     | Godfrey Khotso Mokoena | RSA  | 16,77     |
| 2     | Zhu Shujing            | CHN  | 16,64     |
| 3     | Wiktor Kusnjezow       | UKR  | 16,58 NJR |
| 4     | Dennis Fernández       | CUB  | 16,30     |
| 5     | Alwyn Jones            | AUS  | 16,29     |
| 6     | Dzmitry Dziazuk        | BLR  | 16,17     |
| 7     | Andrei Aleksejew       | RUS  | 15,86     |
| 8     | Petâr Iwanow           | BUL  | 15,79     |

### Kugelstoßen
| Platz | Athlet                | Land | Weite (m) |
| ----- | --------------------- | ---- | --------- |
| 1     | Georgi Iwanow         | BUL  | 20,70     |
| 2     | Jakub Giza            | POL  | 20,05 PB  |
| 3     | Alexander Grekow      | RUS  | 19,98     |
| 4     | Seyed Mahdi Shahrokhi | IRI  | 19,80     |
| 5     | Sun Ke                | CHN  | 19,22     |
| 6     | Luka Rujević          | SCG  | 19,15     |
| 7     | Piotr Golba           | POL  | 19,12     |
| 8     | Kyle Helf             | CAN  | 19,03 PB  |

Gerätegewicht: 6 kg

### Diskuswurf
| Platz | Athlet         | Land | Weite (m) |
| ----- | -------------- | ---- | --------- |
| 1     | Ehsan Hadadi   | IRI  | 62,14     |
| 2     | Oleg Pirog     | RUS  | 60,28 PB  |
| 3     | Luka Rujević   | SCG  | 59,82     |
| 4     | Dmytro Isnjuk  | UKR  | 59,19     |
| 5     | Roman Ryschyj  | UKR  | 58,51     |
| 6     | Margus Hunt    | EST  | 58,30 PB  |
| 7     | Ronnie Buckley | AUS  | 58,11     |
| 8     | Martin Wierig  | GER  | 57,88     |

Gerätegewicht: 1,75 kg

### Hammerwurf
| Platz | Athlet            | Land | Weite (m) |
| ----- | ----------------- | ---- | --------- |
| 1     | Andrei Asarenkow  | RUS  | 74,11     |
| 2     | Mohsen Anani      | EGY  | 72,98     |
| 3     | Kamilius Bethke   | GER  | 71,91     |
| 4     | Kristóf Németh    | HUN  | 71,40     |
| 5     | Simon Wardhaugh   | AUS  | 70,60     |
| 6     | Michail Lewin     | RUS  | 70,39     |
| 7     | Matko Tešija      | CRO  | 70,14     |
| 8     | Oleksij Sokyrskyj | UKR  | 68,33     |

Gerätegewicht: 6 kg

### Speerwurf
| Platz | Athlet                  | Land | Weite (m) |
| ----- | ----------------------- | ---- | --------- |
| 1     | Alexej Towarnow         | RUS  | 79,38 WJL |
| 2     | Lohan Rautenbach        | RSA  | 74,42 PB  |
| 3     | Júlio César de Oliveira | BRA  | 73,86     |
| 4     | Joshua Robinson         | AUS  | 73,76     |
| 5     | Yervasios Filippidis    | GRE  | 73,37 PB  |
| 6     | Ari Mannio              | FIN  | 70,63 PB  |
| 7     | Sebastian Jachimowicz   | POL  | 70,35     |
| 8     | Daniele Baiocchi        | ITA  | 69,40     |

### Zehnkampf
| Platz | Athlet              | Land | Punkte   |
| ----- | ------------------- | ---- | -------- |
| 1     | Andrej Krautschanka | BLR  | 8126 CR  |
| 2     | Alexej Syssojew     | RUS  | 8047 NJR |
| 3     | Norman Müller       | GER  | 7942     |
| 4     | Pelle Rietveld      | NED  | 7822 NJR |
| 5     | Andrés Silva        | URU  | 7542 AJR |
| 6     | Sami Itani          | FIN  | 7405 PB  |
| 7     | Arthur Abele        | GER  | 7224     |
| 8     | Chris Helwick       | USA  | 7176     |

## Frauen

### 100 m
| Platz | Athletin               | Land | Zeit (s)  |
| ----- | ---------------------- | ---- | --------- |
| 1     | Ashley Owens           | USA  | 11,13 WJL |
| 2     | Jasmen Baldwin-Foss    | USA  | 11,34     |
| 3     | Sally McLellan         | AUS  | 11,40 PB  |
| 4     | Wanda Hutson           | TTO  | 11,45     |
| 5     | Verena Sailer          | GER  | 11,49 PB  |
| 6     | Lina Jacques-Sébastien | FRA  | 11,58     |
| 7     | Schillonie Calvert     | JAM  | 11,60     |
| 8     | Wang Wenshan           | CHN  | 11,70     |

Wind: +1,5 m/s

### 200 m
| Platz | Athletin            | Land | Zeit (s) |
| ----- | ------------------- | ---- | -------- |
| 1     | Shalonda Solomon    | USA  | 22,82 CR |
| 2     | Anneisha McLaughlin | JAM  | 23,21 SB |
| 3     | Nickesha Anderson   | JAM  | 23,46    |
| 4     | Kelly-Ann Baptiste  | TTO  | 23,46    |
| 5     | Shana Cox           | USA  | 23,63    |
| 6     | Maike Dix           | GER  | 24,01    |
| 7     | Seyi Omojuwa        | NGR  | 24,11    |
| 8     | Aurélie Kamga       | FRA  | 24,17    |

Wind: −0,2 m/s

### 400 m
| Platz | Athletin          | Land | Zeit (s)  |
| ----- | ----------------- | ---- | --------- |
| 1     | Natasha Hastings  | USA  | 52,04 PB  |
| 2     | Sonita Sutherland | JAM  | 52,41     |
| 3     | Ashlee Kidd       | USA  | 52,45     |
| 4     | Tang Xiaoyin      | CHN  | 52,87     |
| 5     | Olga Soldatowa    | RUS  | 52,99 PB  |
| 6     | Asami Tanno       | JPN  | 53,34     |
| 7     | Annemarie Schulte | NED  | 53,67 NJR |
| 8     | Lilija Piljuhina  | UKR  | 53,82     |

### 800 m
| Platz | Athletin                     | Land | Zeit (min)  |
| ----- | ---------------------------- | ---- | ----------- |
| 1     | Natallja Karejwa             | BLR  | 2:01,47 NJR |
| 2     | Simona Barcău                | ROU  | 2:02,23 PB  |
| 3     | Kay-Ann Thompson             | JAM  | 2:02,67 NJR |
| 4     | Marija Schapaewa Schurawlewa | RUS  | 2:02,87     |
| 5     | Élodie Guégan                | FRA  | 2:03,68     |
| 6     | Larisa Arcip                 | ROU  | 2:04,09 PB  |
| 7     | Laura Finucane               | GBR  | 2:05,69     |
| 8     | Olena Bondar                 | UKR  | 2:08,29     |

### 1500 m
| Platz | Athletin            | Land | Zeit (min) |
| ----- | ------------------- | ---- | ---------- |
| 1     | Nelja Neporadna     | UKR  | 4:15,90    |
| 2     | Anna Alminowa       | RUS  | 4:16,32 PB |
| 3     | Siham Hilali        | MAR  | 4:17,39    |
| 4     | Danielle Barnes     | GBR  | 4:17,72    |
| 5     | Brooke Simpson      | AUS  | 4:19,13 PB |
| 6     | Nicolene van Rooyen | RSA  | 4:19,39    |
| 7     | Marta Wojtkunska    | POL  | 4:19,59    |
| 8     | Chahrazad Cheboub   | ALG  | 4:19,72    |

### 3000 m
| Platz | Athletin                 | Land | Zeit (min)  |
| ----- | ------------------------ | ---- | ----------- |
| 1     | Jebichi Yator            | KEN  | 8:59,80 PB  |
| 2     | Safa Aissaoui            | TUN  | 9:02,47 NJR |
| 3     | Siham Hilali             | MAR  | 9:04,16 PB  |
| 4     | Tomomi Yuda              | JPN  | 9:13,69 PB  |
| 5     | Gladys Jepkemoi Chemweno | KEN  | 9:13,92 PB  |
| 6     | Laura Whittle            | GBR  | 9:24,62 PB  |
| 7     | Adrienne Herzog          | NED  | 9:32,33     |
| 8     | Hind Musa                | SUD  | 9:35,56     |

### 5000 m
| Platz | Athletin            | Land | Zeit (min)   |
| ----- | ------------------- | ---- | ------------ |
| 1     | Meselech Melkamu    | ETH  | 15:21,52 CR  |
| 2     | Catherine Chikwakwa | MAW  | 15:36,22 NJR |
| 3     | Chiaki Iwamoto      | JPN  | 15:39,59     |
| 4     | Sun Weiwei          | CHN  | 15:50,67 PB  |
| 5     | Caitlin Chock       | USA  | 15:52,88 PB  |
| 6     | Rehima Kedir        | ETH  | 15:54,34 PB  |
| 7     | Yuko Nohara         | JPN  | 15:57,51     |
| 8     | Wolha Minina        | BLR  | 15:58,93 NJR |

### 10 km Gehen
| Platz | Athletin        | Land | Zeit (min)  |
| ----- | --------------- | ---- | ----------- |
| 1     | Irina Petrowa   | RUS  | 45:50,39 PB |
| 2     | Zhang Nan       | CHN  | 45:58,54 SB |
| 3     | Wera Sokolowa   | RUS  | 46:53,02 SB |
| 4     | Fumi Mitsumura  | JPN  | 47:10,89    |
| 5     | Liu Xiaoyan     | CHN  | 47:57,62 PB |
| 6     | Sumiko Suzuki   | JPN  | 48:00,24    |
| 7     | Agnese Ragonesi | ITA  | 48:00,69 PB |
| 8     | Maja Landmann   | GER  | 48:16,48    |

### 100 m Hürden
| Platz | Athletin            | Land | Zeit (s)  |
| ----- | ------------------- | ---- | --------- |
| 1     | Ronetta Alexander   | USA  | 13,28     |
| 2     | Sabrina Altermatt   | SUI  | 13,39 NJR |
| 3     | Stephanie Lichtl    | GER  | 13,40     |
| 4     | Sally McLellan      | AUS  | 13,41     |
| 5     | Christina Vukicevic | NOR  | 13,58     |
| 6     | Carolin Nytra       | GER  | 13,62     |
| 7     | Elisa Hakamäki      | FIN  | 13,69     |
| 8     | Alice Decaux        | FRA  | 14,69     |

Wind: −1,0 m/s

### 400 m Hürden
| Platz | Athletin              | Land | Zeit (s)  |
| ----- | --------------------- | ---- | --------- |
| 1     | Jekaterina Kostezkaja | RUS  | 55,55 WJL |
| 2     | Zuzana Hejnová        | CZE  | 57,44 NJR |
| 3     | Sherene Pinnock       | JAM  | 57,54 PB  |
| 4     | Nicole Leach          | USA  | 57,56 PB  |
| 5     | He Yu                 | CHN  | 58,11     |
| 6     | Tatjana Azarowa       | KAZ  | 58,41     |
| 7     | Irina Obedina         | RUS  | 58,63     |
| 8     | Angela Moroșanu       | ROU  | 63,10     |

### 3000 m Hindernis
| Platz | Athletin                 | Land | Zeit (min)   |
| ----- | ------------------------ | ---- | ------------ |
| 1     | Gladys Jerotich Kipkemoi | KEN  | 9:47,26 CR   |
| 2     | Ancuța Bobocel           | ROU  | 9:49,03 AJR  |
| 3     | Cătălina Oprea           | ROU  | 9:50,04 PB   |
| 4     | Mercy Wanjiku Njoroge    | KEN  | 9:52,25 PB   |
| 5     | Verena Dreier            | GER  | 9:59,33 NJR  |
| 6     | Biljana Jovic            | SCG  | 10:06,96 NJR |
| 7     | Zenaide Vieira           | BRA  | 10:10,84     |
| 8     | Olga Derewewa            | RUS  | 10:18,50     |

### 4 × 100 m Staffel
| Platz | Land                | Athletinnen                                                             | Zeit (s)  |
| ----- | ------------------- | ----------------------------------------------------------------------- | --------- |
| 1     | Vereinigte Staaten  | Ashley Owens Juanita Broaddus Jasmen Baldwin-Foss Shalonda Solomon      | 43,49 WJL |
| 2     | Jamaika             | Nickesha Anderson Tracy-Ann Rowe Anneisha McLaughlin Schillonie Calvert | 43,63 SB  |
| 3     | Frankreich          | Natacha Vouaux Lina Jacques-Sébastien Aurélie Kamga Nelly Banco         | 43,68 NJR |
| 4     | Trinidad und Tobago | Jurlene Francis Wanda Hutson Monique Cabral Kelly-Ann Baptiste          | 44,10 NJR |
| 5     | Australien          | Jacinta Boyd Sally McLellan Michelle Cutmore Rebecca Negus              | 45,10     |
| 6     | Italien             | Claudia Pacini Maria Aurora Salvagno Giulia Arcioni Simona Ciglia       | 45,19     |
| 7     | Polen               | Agnieszka Kasica Marika Popowicz Iwona Brzezinska Marta Jeschke         | 45,34     |
|       | Deutschland         | Verena Sailer Katja Börner Maike Dix Anne Cibis                         | DSQ       |

### 4 × 400 m Staffel
| Platz | Land                   | Athletinnen                                                            | Zeit (min)  |
| ----- | ---------------------- | ---------------------------------------------------------------------- | ----------- |
| 1     | Vereinigte Staaten     | Alexandria Anderson Ashlee Kidd Stephanie Smith Natasha Hastings       | 3:27,60 WJR |
| 2     | Russland               | Wiktorija Talko Marija Schapajewa Olga Soldatowa Jekaterina Kostezkaja | 3:30,03 NJR |
| 3     | Jamaika                | Nyoka Cole Maris Wisdom Sherene Pinnock Sonita Sutherland              | 3:30,37 SB  |
| 4     | Deutschland            | Sorina Nwachukwu Anja Pollmächer Sara Battke Diana Dienel              | 3:33,51 PB  |
| 5     | Vereinigtes Königreich | Faye Harding Gemma Nicol Charlotte Best Laura Finucane                 | 3:33,67 SB  |
| 6     | Frankreich             | Rose-Audrey Ndjé Thélia Sigère Marie-Noëlle Gaudin Symphora Béhi       | 3:33,88 SB  |
| 7     | Rumänien               | Ioana Ciurila Gabriela Ciuca Simona Barcau Angela Moroșanu             | 3:35,51 SB  |
| 8     | Volksrepublik China    | Wu Shanshan He Yu Wang Wenshan Tang Xiaoyin                            | 3:38,57     |

### Hochsprung
| Platz | Athletin           | Land | Höhe (m) |
| ----- | ------------------ | ---- | -------- |
| 1     | Iryna Kowalenko    | UKR  | 1,93 WJL |
| 2     | Swetlana Schkolina | RUS  | 1,91 PB  |
| 3     | Sharon Day         | USA  | 1,91 PB  |
| 4     | Annett Engel       | GER  | 1,87 PB  |
| 5     | Switlana Akulenko  | UKR  | 1,87     |
| 6     | Oldřiška Marešová  | CZE  | 1,87 PB  |
| 7     | Anna Ustinowa      | KAZ  | 1,84     |
| 7     | Antonia Stergiou   | GRE  | 1,84 PB  |

### Stabhochsprung
| Platz | Athletin               | Land | Höhe (m) |
| ----- | ---------------------- | ---- | -------- |
| 1     | Lisa Ryzih             | GER  | 4,30 PB  |
| 2     | Anna Schultze          | GER  | 4,25 PB  |
| 2     | Zhao Yingying          | CHN  | 4,25     |
| 4     | Justyna Ratajczak      | POL  | 4,10 PB  |
| 5     | Katarzyna Sowa         | POL  | 4,10 PB  |
| 6     | Nikoleta Kyriakopoulou | GRE  | 4,00 PB  |
| 7     | Camille Simon          | FRA  | 4,90     |
| 7     | Elena Scarpellini      | ITA  | 3,90     |
| 7     | Michaela Heitkötter    | BRA  | 3,90     |

### Weitsprung
| Platz | Athletin           | Land | Weite (m) |
| ----- | ------------------ | ---- | --------- |
| 1     | Denisa Rosolová    | CZE  | 6,61      |
| 2     | Sophie Krauel      | GER  | 6,47      |
| 3     | Weranika Schutkowa | BLR  | 6,22 PB   |
| 4     | Jacinta Boyd       | AUS  | 6,20      |
| 5     | Yudelkis Fernández | CUB  | 6,18      |
| 6     | Amy Menlove        | USA  | 6,16      |
| 7     | Naomi Bligh        | AUS  | 6,06      |
| 8     | Tania Vicenzino    | ITA  | 6,05      |

### Dreisprung
| Platz | Athletin                      | Land | Weite (m) |
| ----- | ----------------------------- | ---- | --------- |
| 1     | Anastassija Taranowa-Potapowa | RUS  | 13,94 WJL |
| 2     | Xie Limei                     | CHN  | 13,77     |
| 3     | Tatjana Jakowlewa             | RUS  | 13,67     |
| 4     | Yudelkis Fernández            | CUB  | 13,65 SB  |
| 5     | Qiu Huijing                   | CHN  | 13,53 SB  |
| 6     | Tetyana Dyachenko             | UKR  | 13,47 PB  |
| 7     | Alina Popescu                 | ROU  | 13,44     |
| 8     | Marharyta Dobrobobowa         | UKR  | 13,20     |

### Kugelstoßen
| Platz | Athletin             | Land | Weite (m) |
| ----- | -------------------- | ---- | --------- |
| 1     | Michelle Carter      | USA  | 17,55 PB  |
| 2     | Anna Awdejewa        | RUS  | 17,13 PB  |
| 3     | Christina Schwanitz  | GER  | 16,62     |
| 4     | Sivan Jean           | ISR  | 16,36 NJR |
| 5     | Irina Tarasowa       | RUS  | 16,16     |
| 6     | Radoslawa Mawrodiewa | BUL  | 15,79     |
| 7     | Hrisí Moisídou       | GRE  | 15,49     |
| 8     | Denise Kemkers       | NED  | 15,46     |

### Diskuswurf
| Platz | Athletin                | Land | Weite (m) |
| ----- | ----------------------- | ---- | --------- |
| 1     | Ma Xuejun               | CHN  | 57,85 SB  |
| 2     | Darja Pischtschalnikowa | RUS  | 57,37     |
| 3     | Nadine Müller           | GER  | 57,13     |
| 4     | Wang Yu                 | CHN  | 56,61     |
| 5     | Swetlana Saikina        | RUS  | 51,86     |
| 6     | Veronika Watzek         | AUT  | 50,56     |
| 7     | Wasylysa Zelenska       | UKR  | 48,77     |
| 8     | Melissa Faubus          | USA  | 48,53     |

### Hammerwurf
| Platz | Athletin              | Land | Weite (m) |
| ----- | --------------------- | ---- | --------- |
| 1     | Maryja Smaljatschkowa | BLR  | 66,81 CR  |
| 2     | Yang Qiaoyu           | CHN  | 61,67     |
| 3     | Laura Gibilisco       | ITA  | 60,95     |
| 4     | Anna Bulgakowa        | RUS  | 60,74     |
| 5     | Vanda Nickl           | HUN  | 60,37     |
| 6     | Lenka Valešová        | CZE  | 60,18 NJR |
| 7     | Malwina Sobierajska   | POL  | 58,29     |
| 8     | Lilija Razynkowa      | UKR  | 57,45     |

### Speerwurf
| Platz | Athletin            | Land | Weite (m) |
| ----- | ------------------- | ---- | --------- |
| 1     | Vivian Zimmer       | GER  | 58,50 CR  |
| 2     | Annika Suthe        | GER  | 57,15     |
| 3     | Annabel Thomson     | AUS  | 56,01 AJR |
| 4     | Doriane Gilibert    | FRA  | 54,77 NJR |
| 5     | Yuki Ebihara        | JPN  | 54,44 NJR |
| 6     | Ásdís Hjálmsdóttir  | ISL  | 54,05     |
| 7     | Elfje Willemsen     | BEL  | 52,70 PB  |
| 8     | Sofie Schoenmaekers | BEL  | 52,67     |

### Siebenkampf
| Platz | Athletin                   | Land | Punkte       |
| ----- | -------------------------- | ---- | ------------ |
| 1     | Justine Robbeson           | RSA  | 5868 WJL AJR |
| 2     | Viktorija Žemaitytė        | LTU  | 5810 PB      |
| 3     | Julia Mächtig              | GER  | 5679 PB      |
| 4     | Antoinette Nana Djimou Ida | FRA  | 5649 PB      |
| 5     | Kathrin Geissler           | GER  | 5641         |
| 6     | Marina Gontscharowa        | RUS  | 5599 PB      |
| 7     | Györgyi Farkas             | HUN  | 5550 PB      |
| 8     | Jessica Ennis              | GBR  | 5542 PB      |

Disziplinen: 100-Meter-Hürdenlauf, Hochsprung, Kugelstoßen, 200-Meter-Lauf, Weitsprung, Speerwurf, 800-Meter-Lauf.

## Abkürzungen
- WR = Weltrekord
- WU20R = U20-Weltrekord
- OR = olympischer Rekord
- YOR = olympischer Jugendrekord
- AR = Kontinentalrekord
- AU20R = U20-Kontinentalrekord
- NR = nationaler Rekord
- NU20R = nationaler U20-Rekord
- CR = Meisterschaftsrekord
- MR = Veranstaltungsrekord
- WB = Weltbestleistung
- WU20B = U20-Weltbestleistung
- WU18B = U18-Weltbestleistung
- AB = Kontinentalbestleistung
- AU20B = U20-Kontinentalbestleistung
- AU18B = U18-Kontinentalbestleistung
- NB = nationale Bestleistung
- NU20B = nationale U20-Bestleistung
- NU18B = nationale U18-Bestleistung
- PB = persönliche Bestleistung
- SB = persönliche Saisonbestleistung
- QB = Qualifikationsbestleistung
- WL = Weltjahresbestleistung
- WU20L = U20-Weltjahresbestleistung
- WU18L = U18-Weltjahresbestleistung
- DSQ = disqualifiziert (engl. Disqualified)
- DNS = Wettkampf nicht angetreten (engl. Did Not Start)
- DNF = Wettkampf nicht beendet (engl. Did Not Finish)

## Medaillenspiegel
| Medaillenspiegel (Endstand nach 44 Entscheidungen) | Medaillenspiegel (Endstand nach 44 Entscheidungen) | Medaillenspiegel (Endstand nach 44 Entscheidungen) | Medaillenspiegel (Endstand nach 44 Entscheidungen) | Medaillenspiegel (Endstand nach 44 Entscheidungen) | Medaillenspiegel (Endstand nach 44 Entscheidungen) |
| Platz                                              | Land                                               | Gold                                               | Silber                                             | Bronze                                             | Gesamt                                             |
| -------------------------------------------------- | -------------------------------------------------- | -------------------------------------------------- | -------------------------------------------------- | -------------------------------------------------- | -------------------------------------------------- |
| 01                                                 | Vereinigte Staaten                                 | 13                                                 | 3                                                  | 3                                                  | 19                                                 |
| 02                                                 | Russland                                           | 7                                                  | 8                                                  | 3                                                  | 18                                                 |
| 03                                                 | Kenia                                              | 4                                                  | 2                                                  | 1                                                  | 7                                                  |
| 04                                                 | Belarus                                            | 3                                                  | 0                                                  | 1                                                  | 4                                                  |
| 05                                                 | Deutschland                                        | 2                                                  | 4                                                  | 6                                                  | 12                                                 |
| 06                                                 | Südafrika                                          | 2                                                  | 4                                                  | 0                                                  | 6                                                  |
| 07                                                 | Italien                                            | 2                                                  | 0                                                  | 1                                                  | 3                                                  |
| 07                                                 | Ukraine                                            | 2                                                  | 0                                                  | 1                                                  | 3                                                  |
| 09                                                 | Volksrepublik China                                | 1                                                  | 5                                                  | 2                                                  | 8                                                  |
| 10                                                 | Äthiopien                                          | 1                                                  | 1                                                  | 1                                                  | 3                                                  |
| 10                                                 | Katar                                              | 1                                                  | 1                                                  | 1                                                  | 3                                                  |
| 12                                                 | Tschechien                                         | 1                                                  | 1                                                  | 0                                                  | 2                                                  |
| 13                                                 | Marokko                                            | 1                                                  | 0                                                  | 2                                                  | 3                                                  |
| 14                                                 | Bulgarien                                          | 1                                                  | 0                                                  | 0                                                  | 1                                                  |
| 14                                                 | Irland                                             | 1                                                  | 0                                                  | 0                                                  | 1                                                  |
| 14                                                 | Kanada                                             | 1                                                  | 0                                                  | 0                                                  | 1                                                  |
| 14                                                 | Uganda                                             | 1                                                  | 0                                                  | 0                                                  | 1                                                  |
| 18                                                 | Jamaika                                            | 0                                                  | 4                                                  | 5                                                  | 9                                                  |
| 19                                                 | Rumänien                                           | 0                                                  | 2                                                  | 1                                                  | 3                                                  |
| 20                                                 | Ägypten                                            | 0                                                  | 1                                                  | 0                                                  | 1                                                  |
| 20                                                 | Argentinien                                        | 0                                                  | 1                                                  | 0                                                  | 1                                                  |
| 20                                                 | Kuba                                               | 0                                                  | 1                                                  | 0                                                  | 1                                                  |
| 20                                                 | Litauen                                            | 0                                                  | 1                                                  | 0                                                  | 1                                                  |
| 20                                                 | Malawi                                             | 0                                                  | 1                                                  | 0                                                  | 1                                                  |
| 20                                                 | Polen                                              | 0                                                  | 1                                                  | 0                                                  | 1                                                  |
| 20                                                 | Schweiz                                            | 0                                                  | 1                                                  | 0                                                  | 1                                                  |
| 20                                                 | Sudan                                              | 0                                                  | 1                                                  | 0                                                  | 1                                                  |
| 20                                                 | Tansania                                           | 0                                                  | 1                                                  | 0                                                  | 1                                                  |
| 20                                                 | Tunesien                                           | 0                                                  | 1                                                  | 0                                                  | 1                                                  |
| 30                                                 | Japan                                              | 0                                                  | 0                                                  | 4                                                  | 4                                                  |
| 31                                                 | Australien                                         | 0                                                  | 0                                                  | 3                                                  | 3                                                  |
| 32                                                 | Botswana                                           | 0                                                  | 0                                                  | 1                                                  | 1                                                  |
| 32                                                 | Brasilien                                          | 0                                                  | 0                                                  | 1                                                  | 1                                                  |
| 32                                                 | Frankreich                                         | 0                                                  | 0                                                  | 1                                                  | 1                                                  |
| 32                                                 | Südkorea                                           | 0                                                  | 0                                                  | 1                                                  | 1                                                  |
| 32                                                 | Saudi-Arabien                                      | 0                                                  | 0                                                  | 1                                                  | 1                                                  |
| 32                                                 | Serbien und Montenegro                             | 0                                                  | 0                                                  | 1                                                  | 1                                                  |
| 32                                                 | Trinidad und Tobago                                | 0                                                  | 0                                                  | 1                                                  | 1                                                  |
| 32                                                 | Türkei                                             | 0                                                  | 0                                                  | 1                                                  | 1                                                  |
| Gesamt                                             | Gesamt                                             | 44                                                 | 45                                                 | 43                                                 | 132                                                |